# 東の食の会
一般社団法人東の食の会（ひがしのしょくのかい）は、東日本大震災によって被害を受けた東日本食品産業の長期的支援を目的とした一般社団法人である。

## 概要
東の食の会は、東日本大震災からの東日本の食品産業の復興と創造の長期的支援を目的とした団体であり、食関連業界を横断した復興側と支援側をつなぐプラットフォームである。
この目的のため、主として以下の3機能を担う
1. 東日本の生産者のマーケティング機能、及び食関連企業とのマッチング・プラットフォーム機能
2. 食に関する新しい事業を創造していくインキュベーション機能
3. 日本の食の安全・安心を世界に伝え、日本の食文化を世界と繋ぐコミュニケーション戦略も含めたシンクタンク機能

## 活動内容
1. マッチング
  - 復興の主役となる生産者、食関連企業の支援ニーズを集約し、復興の支援を行う
  - 食関連企業やスペシャリスト的個人とのマッチングを行う
  - 「東の食の会」ブランドの下、マッチングが成立した事業の宣伝・広告を支援する
2. 販促・イベント
  - 個別産品の販促キャンペーンを実施する
  - シンボリックなイベントを同時多発的に開催する
  - 生産者に対し、「東日本のおいしいものを食べたい」という消費者の声をウェブ上やtwitterなどで集約し届けることによりモチベーションを維持する
3. 食の安全・安心
  - 食品の放射能安全性に関する科学的に正しい知識をわかりやすい形で普及するとともに、悪質な風評に対処する
  - 食品の安全・安心を担保するため、簡易放射能検査方法の確立を目指す
4. 政策提言
  - 被災食関連企業の要請を集約し、政策提言をまとめる
5. 資金的支援
  - 食関連企業等に資金提供を行っている連携団体に、資金調達ニーズをもつ優れた生産者を紹介していく

## 沿革
- 2011年6月10日 - 団体設立
- 2011年6月24日 - 第一回「東の食のこれからを考える会」〜「東の食の会」キックオフフォーラム〜開催[1]

## 運営体制
- 代表理事

楠本修二郎（カフェ・カンパニー株式会社代表取締役社長）
高島宏平（オイシックス・ラ・大地株式会社代表取締役社長）
- 専務理事　福島県浜通り地域代表

　　高橋大就（一般社団法人NoMAラボ代表理事）
- 理事

立花貴（公益社団法人MORIUMIUS代表理事）
宮城治男（NPO法人ETIC.創業者）
- 監事

橋岡宏成（ヴァスコ・ダ・ガマ法律会計事務所パートナー弁護士）
- 発起人

楠本修二郎（カフェ・カンパニー株式会社代表取締役社長）
小暮真久（TABLE FOR TWO International代表理事）
近藤洋介（民主党衆議院議員）
平将明（自民党衆議院議員）
立花貴（合同会社 四縁代表取締役）
高島宏平（オイシックス株式会社代表取締役社長）
松田公太（みんなの党参議院議員）
宮城治男（NPO法人ETIC.代表理事）
- アドバイザー

出井伸之（元ソニー代表取締役兼CEO）
James M. Smith（元IAEAコンサルタント、エモリー大学教授）
竹中平蔵（慶應義塾大学教授、元経済財政政策担当大臣）
野田一夫（日本総合研究所会長、宮城大学初代学長）